# 오마르 마스카렐
오마르 마스카렐 곤살레스(스페인어: Omar Mascarell González, 1993년 2월 2일 ~ )는 스페인의 프로 축구 선수로, 스페인의 마요르카에서 수비형 미드필더로 활약하고 있다.

## 클럽 경력

### 레알 마드리드
마스카렐은 카나리아 제도 산타 크루스 데 테네리페 출신으로, 인근 라구나 데 테네리페에서 활동하다가 17세의 나이에 레알 마드리드의 유소년 아카데미에 입단했다. 2011년 8월 21일, 그는 스포르팅 히혼 B와의 세군다 디비시온 B 리그 경기에서 레알 마드리드 B 소속으로 성인 무대에 첫 발을 내디뎠다. 그는 시즌에 24경기 (선발로 11경기) 에 2군 소속으로 출전해 구단이 5년 만에 세군다 디비시온에 승격하도록 도왔으며, 두 골도 추가했다.
마스카렐은 2012-13 시즌을 3부 리그에 올라선 3군 소속으로 출전했지만, 다시 2군으로 몇 주 만에 복귀했다. 그는 2012년 10월 28일, 2-4로 스포르팅 히혼에게 안방에서 패한 경기에서 페드로 모스케라와 교체로 들어가 첫 프로 경기를 뛰었다.
2013년 6월 1일, 마스카렐은 오사수나와의 리그 최종전에서 메수트 외질과 교체되어 들어가 머랭 소속으로 첫 라 리가 경기를 뛰었고, 경기는 안방에서의 4-2 승리로 끝났다.
이듬해, 8월 6일 그는 잉글랜드의 더비 카운티로 한 시즌 간 임대되었다. 그는 닷새 후인 로더럼 유나이티드와의 프라이드 파크 경기장 안방 경기에서 53분에 윌 휴즈와 교체로 들어가 첫 경기를 치렀다. 그는 양들 소속으로 23경기 출전해 존 유스터스와의 거친 경쟁에도 불구하고 지지자들의 호응을 얻었다. 그가 임대 생활에서 보인 가장 큰 업적은 울버햄프턴 원더러스와의 경기에서 2도움을 기록해 5-0 승리를 도울 때였는데, 지지자들은 올 아메리칸 리젝트의 "너에게 지옥을 주리라" 가사를 "톤이 상태가 좋지 않다면, 우리에게 마스카렐을"이라고 개사해 연호했다.
2015년 8월 3일, 마스카렐은 1년 동안 스포르팅 히혼으로 임대되었다. 그는 모든 경기를 통틀어 28경기에 나왔는데, 아스투리아스 연고 구단은 마침내 1부 리그 복귀에 성공했다.

### 아인트라흐트 프랑크푸르트
2016년 7월 6일, 마스카렐은 아인트라흐트 프랑크푸르트와 3년 계약을 체결했다.

### 샬케 04
2018년 6월 28일, 샬케 04와 4년 계약을 맺으며 이적했다.

## 국가대표팀 경력
마스카렐은 부친이 적도 기니계이다. 2012년, 그는 튀니지와 시에라리온과의 2014년 FIFA 월드컵 예선전을 앞두고 적도 기니 국가대표팀에 차출되었다. 그는 말라보까지 가기도 했지만, 그는 스페인 청소년 국가대표로 이미 두 경기를 출전했었고, 스페인 대표로 뛸 의사가 있기에 거절했다. 현지 언론, 적도 기니 축구 협회에 따르면 그의 자격에 관한 절차를 완료 중이라고 발표했다.
2023년 12월, 마스카렐은 적도 기니에 의해 2023년 아프리카 네이션스컵 출전을 위해 미리 선발되었만, 최종 결선에 오르지 못했다.